# Aïn Sfa
Ain Sfa (franska: Ain Sfa (CR), Ain Sfa (Commune Rurale), arabiska: سيدي لحسن) är en kommun i Marocko.   Den ligger i prefekturen Oujda-Angad och regionen Oriental, i den nordöstra delen av landet, 400 km öster om huvudstaden Rabat. Antalet invånare är 5 082.